# Kristýna Kubíčková
Kristýna Kubíčková (18. srpna 1997 Ostrava) je česká modelka a tanečnice. V roce 2016 se stala českou Miss Earth, ve stejném roce se stala 2. vicemiss ČR.
Je vyučená cukrářka na Střední škole hotelové v Šilheřovicích.